# واتاددورا
واتاددورا (به لاتین: Wataddora) یک منطقهٔ مسکونی در سری‌لانکا است که در استان مرکزی (سری‌لانکا) واقع شده‌است.